# 李象古
李象古（767年—819年），唐宪宗时期安南都护府都护，元和十四年，全家为安南当地酋豪杨湛清所杀，并沉尸江中。 

## 家世
唐太宗六代孙，襄州节度、户部尚书嗣曹王赠太师李皋之子。李道古、李复古之兄。

## 生平
初以门荫授左武卫仓曹参军，又转协律郎，寻摄监察御史，俄迁里行（监察御史里行），又换殿中（殿中侍御史），皆参淮河节度府之右职。后人鄠县令，迁太常丞，升岳、衡二州刺史，优诏擢为安南都护，充本管经略招讨使兼御史中丞。
李象古任安南都护期间贪婪放纵，人心不附，当地酋豪杨湛清自驩州刺史被召为牙门将，心中郁郁不快。不久，邕管黄家贼叛，李象古奉诏征讨，他命杨湛清领兵三千前往，杨湛清与其子杨志烈及所亲杜士交半路回军，夜袭安南，元和十四年八月十九日（819年9月12日）攻陷安南城池，李象古与妻韦氏和三男二女一起被杀，并沉尸于江中，尸骨无存。
唐朝命唐州刺史桂仲武为继任都护，并招安杨湛清为琼州刺史。杨湛清不从，城破被杀。杨志烈、杜士交外逃，后投降。李象古被杀后，弟金吾将军李道古以子李缜虔出继象古为后，以长庆元年（821年）十一月九日，在洛阳嗣曹王李皋墓右立衣冠冢。